# The Price of Desire
The Price of Desire é um filme biográfico belgo-irlandês de 2015 dirigido por Mary McGuckian. Ele conta a história da arquiteta e designer irlandesa Eileen Gray e sua principal obra na arquitetura, a casa E-1027, e da relação controversa com o também arquiteto Le Corbusier.

## Enredo
A trama é baseada em fatos reais e gira em torno da casa E-1027, projetada pela arquiteta e designer irlandesa Eileen Gray, e da controvérsia de como a influencia dela para a arquitetura moderna e o design do século XX através da obra foi quase inteiramente apagada da história pelo arquiteto franco-suíço Le Corbusier, e de como a relação de Eileen com Jean Badovici alimentou ainda mais a cisão entre entre os dois arquitetos, tanto pessoal quanto profissionalmente, levando a uma negligência com o legado de Eileen parelela a aclamação de Le Corbusier como um dos mais importantes arquitetos do século. 
Situada principalmente na Riviera Francesa, o filme mostra os eventos e detalhes que cercam o eventual apagamento da participação de Eileen no projeto de sua própria casa por Le Corbusier e a re-atribuição de seu projeto por omissão para os homens machistas em sua vida, o que essencialmente tirou Eileen do direito de ser reconhecida como a autora de seu próprio trabalho.
O filme é construído como uma comparação entre as histórias dos dois - com Le Corbusier derrubando a quarta parede e contando sua versão da história, em uma espécie de paralelo simbólico a suas intervenções intrusivas na vida de Eileen, e com Eileen Gray sendo a protagonista de fato, a qual a diretora dá a primeira e a última palavra.

## Elenco
- Orla Brady como Eileen Gray
- Vincent Perez como Charles-Edouard Jeanneret-Gris (Le Corbusier)
- Francesco Scianna como Jean Badovici
- Alanis Morissette como Marie-Louise Damien (Damia)
- Dominique Pinon como Fernand Léger
- Tamara Vučković como Louise Dany
- Elsa Zylberstein como Romaine Brooks
- Anne Lambton como Marie Louise Schelbert
- David Herlihy como Aristotle Onassis
- Caitriona Balfe como Gabrielle Bloch
- Adriana Randall como Charlotte Perriand
- Natasha Girardi como Natalie Barney
- Marcos Adamantiadis como Gustave Miklos
- Hayet Belhalloufi como Mireille Roupest
- Ronald Beurms como Jean Paul Rayon
- Arnaud Bronsart como Marcel Proust
- Pascaline Crêvecoeur como Berenice Abbott
- Sammy Leslie como Gertrude Stein
- Cherise Silvestri como Evelyn Wild
- Tan Win como Seizo Sugawara
- François Zachary como Alexander Archipenko

## Produção

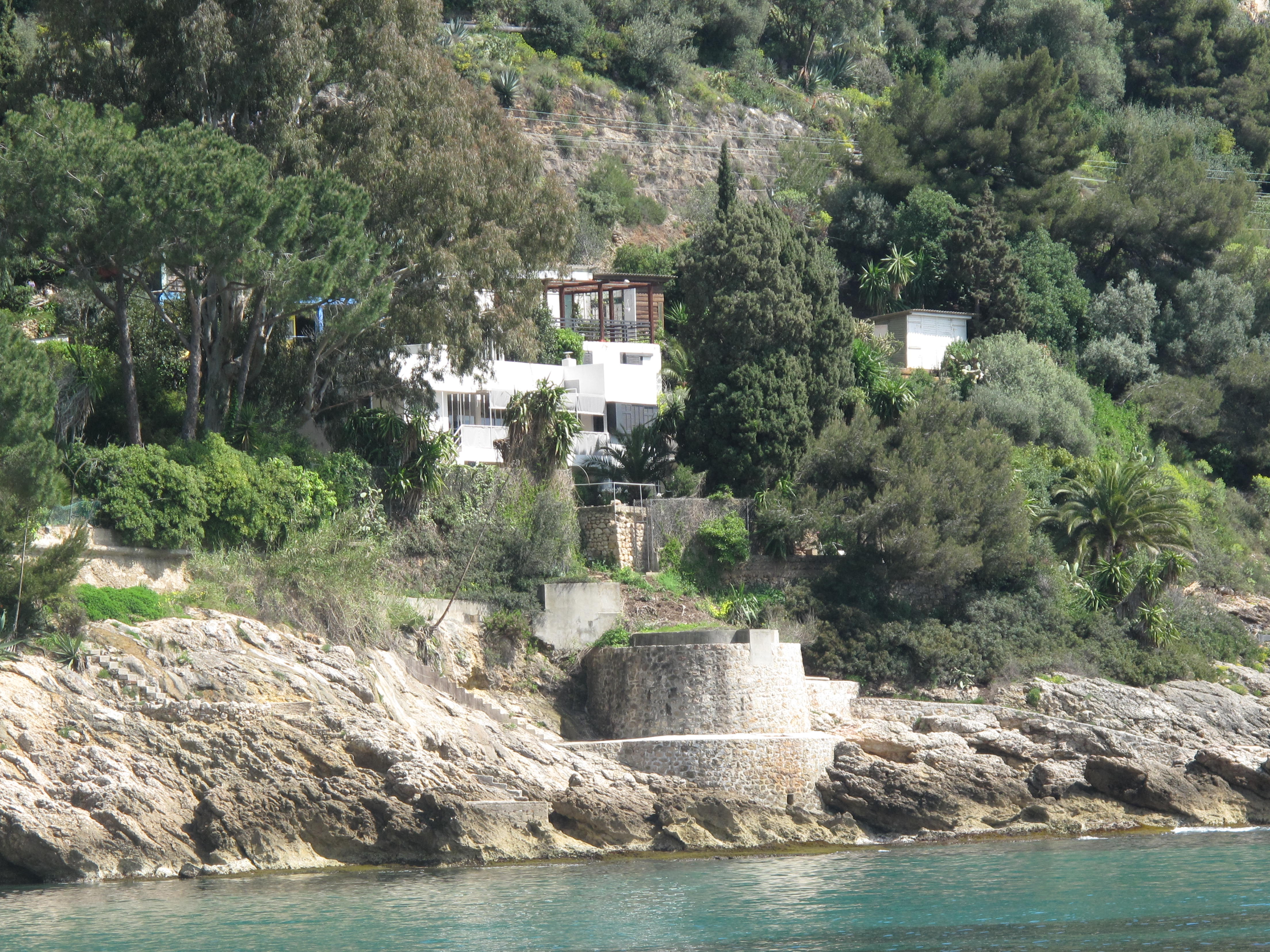
E-1027, a casa de Eileen Gray, foi restaurada para ser usada no filme.

Em uma entrevista em 2011 durante a divulgação do filme Man on the Train, a diretora Mary McGuckian explicou que seu futuro projeto seria o desenvolvimento do longa-metragem The Price of Desire, depois de terminar de trabalhar em The Novelist.
O filme entrou em pré-produção em 2013, e o orçamento do filme exigiu um empréstimo de 300 mil euros. A atriz americana Shannyn Sossamon foi inicialmente escalada como Eileen Gray, antes de Orla Brady assumir o papel.
Parte do filme se passa na real E-1027, localizada em Roquebrune-Cap-Martin. Com a casa estando em mau estado, os produtores lançaram uma campanha no Kickstarter para ajudar a restaurar a casa com interiores parisienses. A diretora de arte Anne Seibel, que ganhou o Oscar de melhor design de produção por seu trabalho na Meia-Noite em Paris, trabalhou com Emmanuelle Pucci para recriar a estética da casa.
No início de agosto de 2013, as filmagens foram feitas em um estúdio em Bruxelas, na Bélgica. As filmagens na Riviera Francesa ocorreram no final de agosto em Roquebrune-Cap-Martin, na E-1027 e também na estação ferroviária de Roquebrune-Cap-Martin.
Os serviços de pós-produção foram fornecidos pela Windmill Lane Studios.

## Distribuição
Entertainment One obteve os direitos de distribuição do filme do filme no Canadá e na França.

## Lançamento
O filme estreou no Festival Internacional de Cinema de Dublin em março de 2015.
Passou a ser distribuído nas plataformas digitais de streaming e video sob demanda em 2 de junho de 2020.

## Crítica
The Price of Desire teve recepção ruim por parte dos críticos. O filme teve uma aprovação de 27% no agregador de críticas Rotten Tomatoes, baseado em 11 críticas, com média de 4.69/10. Já no Metacritic, a nota foi de apenas 29 de 100, baseada em 6 críticas.
Alissa Simon, da Variety, chama o filme de uma "biografia tediosa" e que Orla Brady foi despediçada no papel, acresentando ainda que o documentário Gray Matters, lançado no ano anterior, tem um tratamento mais inspirado sobre a notável vida, talento e legado de Eileen Gray. Na mesma linha, a crítica Leslie Felperin do The Guardian diz que "(Eileen Gray) não recebe o tratamento que merece nesta produção risível", dando duas estrelas de cinco. Roger Ebert deu uma estrela e meia, criticando, entre outros pontos, as quebras de quarta parede de Le Corbusier que acabam focando muito no arquiteto e não na verdadeira protagonista, e também a falta de mais elementos da vida de Eileen, como suas relações afetivas para além de Jean Badovici - mesmo o caso com a cantora Damia tem pouco destaque.

## Referencias
1. ↑  «The Price of Desire (2015) - Plot». IMDb
2. 1 2  «The Price of Desire». Consultado em 18 de julho de 2020
3. ↑  Kokkoris, Tassoula E. (28 de outubro de 2011). «@U2 Interview: Mary McGuckian, The Man on the Train Director». Consultado em 10 de julho de 2020
4. ↑  Toussi, Elnaz (17 de novembro de 2011). «Mary McGuckian and Larry Mullen Jr». Screen International. Consultado em 10 de junho de 2020
5. ↑  Cronin, Kevin (2 de julho de 2013). «Northern Irish Director Mary McGuckian's 'The Price of Desire' in Pre-Production». Irish Film and Television Network. Consultado em 10 de junho de 2020
6. ↑  Hall, Eva (5 de julho de 2012). «'Calvary' & 'Quirke' Receive Major IFB Boost in latest Funding Round». Irish Film and Television Network. Consultado em 10 de junho de 2020
7. ↑  Cronin, Kevin (20 de agosto de 2013). «'The Price of Desire', Starring Orla Brady as Irish Designer Eileen Gray, Begins Filming». Irish Film and Television Network. Consultado em 10 de junho de 2020
8. ↑  «Eileen Gray - Villa E1027, Maison en bord de mer». Kickstarter. Consultado em 10 de julho de 2020
9. ↑  Szalai, Georg (18 de maio de 2013). «Cannes: Alanis Morissette Cast in Kickstarter Project». The Hollywood Reporter. Consultado em 10 de junho de 2020
10. 1 2  Abrams, Rachel (18 de Maio de 2013). «Alanis Morissette Boards Kickstarter Project 'The Price of Desire' (EXCLUSIVE)». Variety. Consultado em 10 de Junho de 2020
11. ↑  Le Dim, Vincent (14 de Julho de 2013). «Casting7 recherche des silhouettes et des figurants pour le prochain film de Mary McGuckian, The Price of Desire» [Casting7 is looking for silhouettes and extras for Mary McGuckian's next film, The Price of Desire] (em francês). Consultado em 10 de Junho de 2020
12. ↑  «Participez à la restauration de la villa E-1027 à Cap Martin» [Take part in the restoration of villa E-1027 in Cap Martin]. Cyberarchi (em francês). 15 de Abril de 2013. Consultado em 10 de Junho de 2020
13. ↑  «Eileen Gray Movie - The Price of Desire». Creative COW. 20 de agosto de 2013. Consultado em 10 de Junho de 2020
14. ↑  «Dublin Film Fest to premiere Eileen Gray biopic». RTÉ Ireland. 12 de Dezembro de 2014. Consultado em 10 de Junho 2020
15. ↑  «The Price of Desire (2015)». Rotten Tomatoes. Consultado em 18 de julho de 2020
16. ↑  «The Price of Desire (2020)». Metacritic. Consultado em 18 de julho de 2020
17. ↑  Simon, Alissa (2 de julho de 2020). «'The Price of Desire': Film Review». Variety
18. ↑  Felperin, Leslie. «The Price of Desire review – biopic of architect Eileen Gray fails to build interest». The Guardian. Consultado em 18 de julho de 2020
19. ↑  «The Price of Desire». rogerebert.com. Consultado em 18 de julho de 2020